# Nonea macrantha
Nonea macrantha är en strävbladig växtart som först beskrevs av H. Riedl, och fick sitt nu gällande namn av A. Baytop. Nonea macrantha ingår i släktet nonneor, och familjen strävbladiga växter. Inga underarter finns listade i Catalogue of Life.